# 寺田真奈美
寺田 真奈美（てらだ まなみ、1993年5月16日 - ）は、滋賀県出身のシンガーソングライターで、アニメソング音楽ユニット「alom」のメンバー。avex所属。身長154cm。

## 人物・来歴
- 2013年、エイベックス・アーティストアカデミー大阪校に特待生として入学し、同校のダンスユニット「ARCUS」[3]結成時のメンバーとなった。
- 2015年8月、東京ガールズコレクションの出場者を選考する「東京ガールズオーディション」のセミファイナリストに[4]。
- 2018年
  - 1月22日にキング・クリームソーダ.の小室さやかと女性デュオ「alom」を結成[1]
  - 3月14日にテレビ東京系アニメ「スナックワールド」エンディングテーマでシングル「どん底からのカツ丼」[2]をFRAMEからソロメジャーデビュー。
- 2019年12月31日にalomを解散。今後はYouTuberとして活動していくことを発表した。
- 2020年1月、個人のYouTubeチャンネル「MNM channel」を開設。

## 作品

### シングル
- どん底からのカツ丼（2018年3月14日）初回限定生産盤AVCD-55172、通常盤AVCD-55173
テレビアニメ「スナックワールド」エンディングテーマ[2]
Nintendo Switchゲーム「スナックワールド トレジャラーズ ゴールド」オープニングテーマ

### 参加作品
- 恋する乙女は雨模様（2018年6月20日）[1] CD+DVD:AVCD-55180/B CD:AVCD-55181
小室さやか（キング・クリームソーダ.）との音楽ユニットalom名義でのシングル
テレビ東京アニメ『イナズマイレブン アレスの天秤』エンディングテーマ[5]

## 出演

### テレビ番組
- おはスタ（2018年3月7日[6]、4月13日）

### イベント
- a-nation 2013 stadium fes island stage※ARCUSとしてバックダンサーでの出演
- とちてれ★アニメフェスタ!2018（2018年5月6日）※alomとして